# Пряхин, Валерий Владимирович
Валерий Владимирович Пряхин (2 апреля 1933, Кунцево, Московская область, РСФСР — 14 октября 2016, Калуга, Российская Федерация) — советский машиностроитель, генеральный директор производственного объединения (с 1993 ОАО) «Калужский турбинный завод» (1976—1997), Герой Социалистического Труда (1985). Лауреат Государственной премии СССР.

## Биография
Родился в семье учителей. В 1957 году окончил МВТУ имени Н. Э. Баумана, в 1965 году — аспирантуру при МЭИ. Кандидат технических наук.
В 1957—1959 годах — инженер-конструктор СКБ Брянского машиностроительного завода.
С 1959 года работал на Калужском турбинном заводе: начальник лаборатории гидрогазодинамики, начальник экспериментального бюро, заместитель начальника и начальник экспериментального отдела, с 1973 года — главный инженер, с 1976 года — директор.
С 1978 года — генеральный директор созданного на базе Калужского турбинного завода и отдельного проектно-конструкторского бюро «Корунд» производственного объединения «Калужский турбинный завод».
С января 1997 года на пенсии.
Делегат XXVII съезда КПСС (1986).
Семья: жена, дочь, сын, внучка, две правнучки.
В память о Валерии Владимировиче Пряхине 2 апреля 2018 года в Калуге, на фасаде дома № 23 «а» по улице Кирова, в котором он провёл большую часть жизни, установлена мемориальная доска.

## Награды и звания
Герой Социалистического Труда (1985).
Награждён двумя орденами Ленина (1978, 1985), орденом Трудового Красного Знамени (1971) и многими медалями (в том числе две золотые медали ВДНХ, медалью «За особые заслуги перед Калужской областью» (2013)).
Лауреат Государственной премии СССР (1981).
Почётный гражданин Калуги (2002).